# Tonnara di San Teodoro
La Tonnara di San Teodoro, o Tonnara di Marsala, è un'antica fortezza adibita a tonnara, con annessi stabilimenti per la conservazione del pesce, sita a Marsala, in Sicilia, nei pressi dello Stagnone di Marsala.
Posta sul Capo San Teodoro, chiude a nord sulla terraferma la laguna dello Stagnone di Marsala. La tonnara è citata sin dal 1272, su preesistente sito fenicio e poi romano, mentre la torre costruita per proteggerla è menzionata dal 1457; prende il nome da San Teodoro o San Todaro. La torre di San Teodoro faceva parte, unitamente a quella di Sibiliana ed alla torre del castello di Marsala, del sistema difensivo del Regno di Sicilia. In tale funzione fu preceduta dall'altra torre vicina, oggi adibita a ristorante, che era stata costruita dalla famiglia Lino a protezione della tonnara ivi esistente. La tonnara era in strettissimo rapporto con le saline ed i relativi stabilimenti, esistenti sia nella borgata marsalese di Birgi, sia sull'Isola Grande, sulla cui estrema punta, di fronte la tonnara, sorgeva la chiesa di san Todaro (o Teodoro) da cui il Capo prende il nome. Sull'Isola Grande, distante 1 km e raggiungibile a piedi attraversando il mare (grazie ai fondali bassissimi), rimangono oggi alcuni fabbricati, un palazzo nobiliare e gli antichi magazzini della tonnara, mentre la suggestiva Torre di protezione ospita un'attività di ristorazione.

## Storia
La baia è frequentata sin dall'antichità; mentre il culto di San Teodoro potrebbe avere radici bizantine, visto che a pochi km di distanza, sull'Isola di Mozia (anche chiamata di San Pantaleo, sede dell'antica città punica), dei monaci basiliani costruirono una chiesa per venerare il martire cristiano San Pantaleo o San Pantaleone o Panteleemon, dopo aver ricevuto la stessa Isola in dono dai Normanni.
San Teodoro o San Todaro, così come San Pantaleone o San Pantaleo, erano venerati sui territori dell'Impero Romano d'Oriente, poiché martirizzati tra il 303 ed il 305 d.C., il primo ad Amasea, ora Amasya, città della Turchia, l'altro a Nicomedia di Bitinia, ora Izmit, anch'essa della Turchia sita a ponente di Amasya di circa 510 Km, che era capitale dell'Impero Romano d'Oriente, perché non avevano voluto rinnegare la fede in Cristo.
Lo stile architettonico bizantino, nella zona di Lilibeo, interessava anche altre architetture religiose, come l'Abbazia di Santa Maria della Grotta. Alcuni documenti del 1507 attestano l'esistenza della Chiesa di San Teodoro nei pressi della tonnara. Nell'antica Diocesi di Lilibeo risulta un vescovo di nome Teodoro, già morto nel 595 d.C.

## Baia dei Fenici
La tonnara è posta sulla costa, davanti all'Isola Grande dello Stagnone di Marsala. La lingua di mare che separa la Tonnara dall'Isola Grande, interessata da fondali bassi e sabbiosi, nei mesi estivi è meta di migliaia di turisti per le sue acque limpide e cristalline. La spiaggia sulle costa di Marsala è comunemente chiamata dagli abitanti Baia dei Fenici, ed è di libera fruizione. Costituisce, di fatto, il collegamento con il Mar Mediterraneo della Laguna dello Stagnone di Marsala; da qui le particolarità del luogo: oltre all'alta concentrazione salina delle acque, la corrente scorre sempre lateralmente, e quindi le onde del mare non si infrangono mai contro il bagnasciuga. È il tratto costiero siciliano più vicino all'Isola di Favignana, da cui dista 7 km.

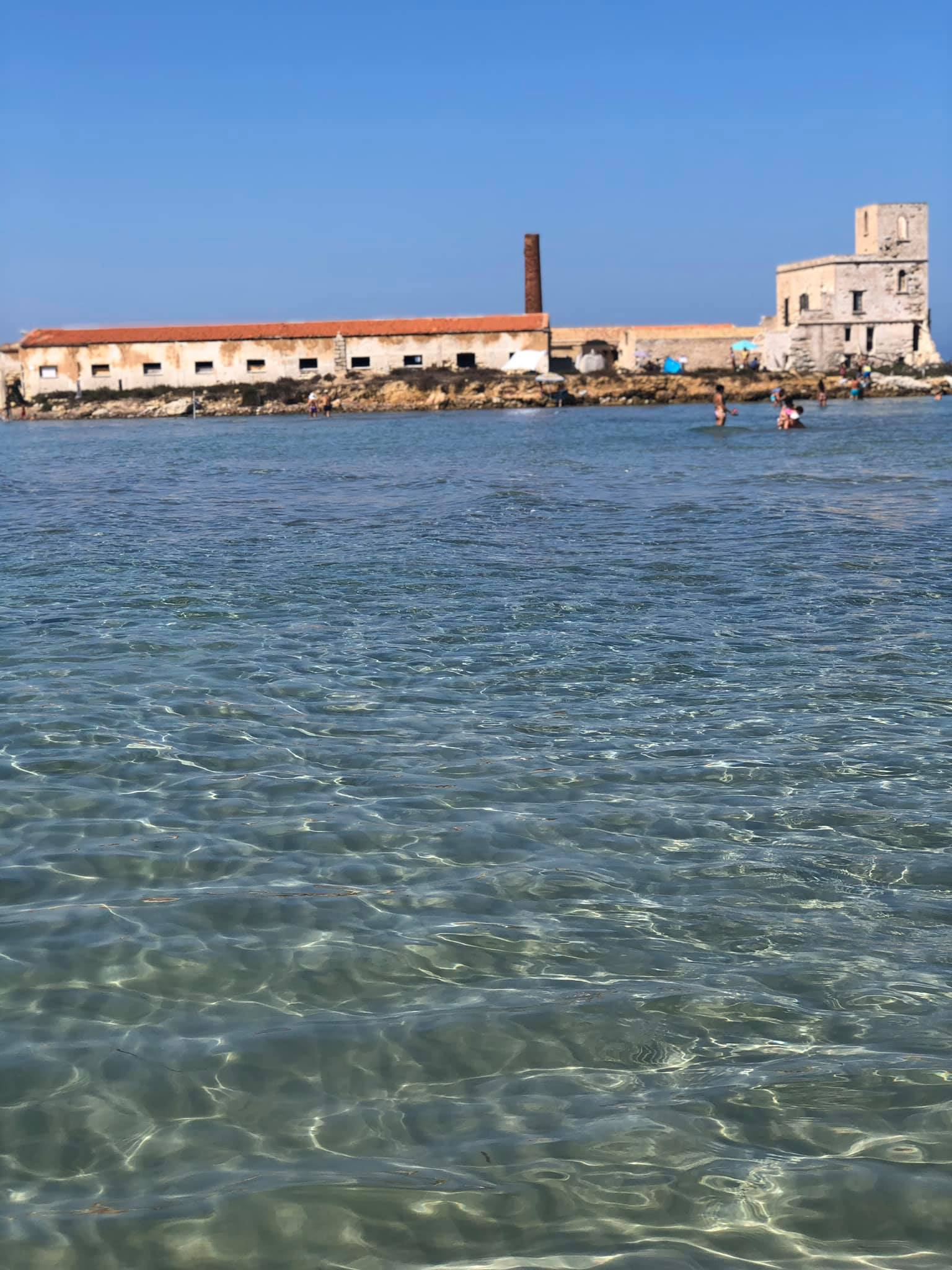
Vista dell'Isola Grande dalla Tonnara

## Controversie
Le spese per il pagamento della guardiania crearono conflitti tra la città di Marsala ed i vari proprietari della tonnara. Tommaso Falzello, nel 1558, afferma che “Qui ogni anno si fa una gran cattura di tonni”. Negli ultimi anni del XV secolo, quando il pericolo musulmano si fece più pressante, il viceré Giovanni Lanuzza impose ad Antonio Vincenzo Grignani, a cui era stata rilasciata licenza di impiantare una salina nella contrada Birgi, di fare la guardia nella torre S. Teodoro. Il Grignani obbiettò che la torre non apparteneva a lui, ma ai proprietari della tonnara, e nel 1495 smise di pagarne le spese di guardiania. Nel 1502, essendogli stato rinnovato l'ordine, Antonio Vincenzo Grignani, si dichiarò pronto ad obbedire, ma fece notare nuovamente che non spettava a lui pagare i guardiani ma a Giovanni lu Lino, a cui informa pubblica intimò assumersi quell'onore. La controversia fu sciolta in maniera definitiva nel 1524 dal funzionario regio Michele Jurato, il quale trovò un atto del 1457 rogato dal notaio Roberto de Asinara, in forza del quale il proprietario della torre era tenuto al pagamento delle guardie. Nel 1557 - informa l'ingegnere militare Tiburzio Spannocchi - i guardiani della torre erano pagati dal padrone della tonnara, che a quel tempo era Iacopo Galvano, alias Staiti. Nel XVII secolo, forse perché l'antico edificio non si prestava all'uso dei cannoni, fu costruita una nuova torre più massiccia ma meno alta dell'altra, mentre l'onore del pagamento dei guardiani fu assunto dal comune. La torre svolse egregiamente la sua funzione militare fino ai primi decenni del XIX secolo, poi nel 1866 fu cancellata dall'elenco delle opere militari e probabilmente ceduta a privati. Il Camilliani nel 1584 definì la torre “di buonissima capacità, non meno grande che forte, ordinata ed artificiosamente condotta fine, dove si tiene la guardia tanto necessaria, così per l'arbitrio della tonnara, quanto per la sicurtà del commercio quotidiano di quel lito”. La nuova torre, invece, si presenta complessivamente come un grosso parallelepipedo, rastremato verso l'alto e tozzo nell'insieme. Le murature a sacco sono definite negli angoli con conci di tufo squadrati. Il lato della torre esposto verso il mare mostra una scala esterna in pietra che conduce al piano superiore sulla cui porta si trova la caditoia; gli altri due lati della torre sono quasi completamente ciechi. In tre angoli della parte superiore della torre sono poste delle mensole, sorreggono un piano di piccole dimensioni, usato come base d'appoggio per cannoni».